# Altetopfstraße 21 (Quedlinburg)

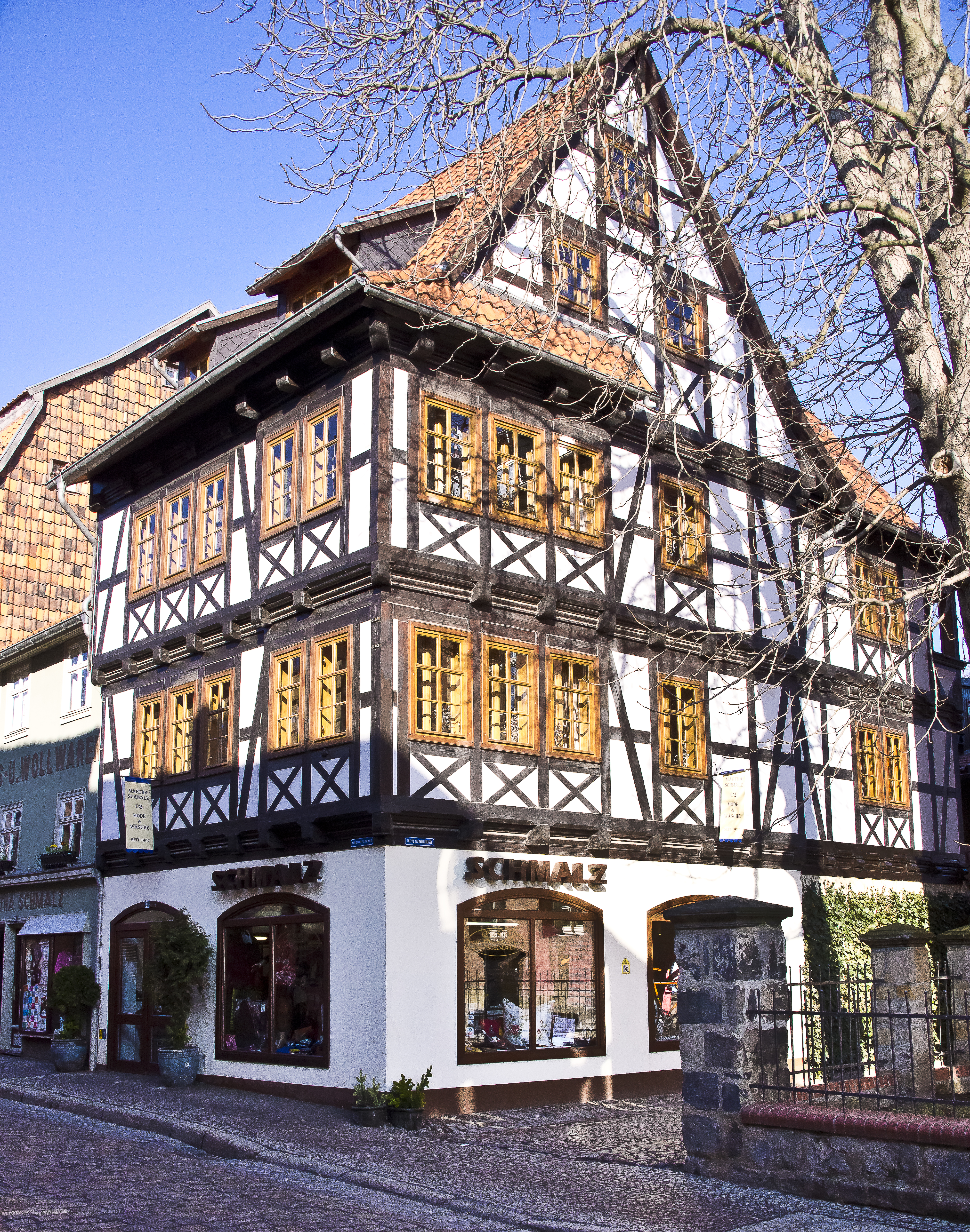
Ersatzneubau Altetopfstraße 21 (2014)

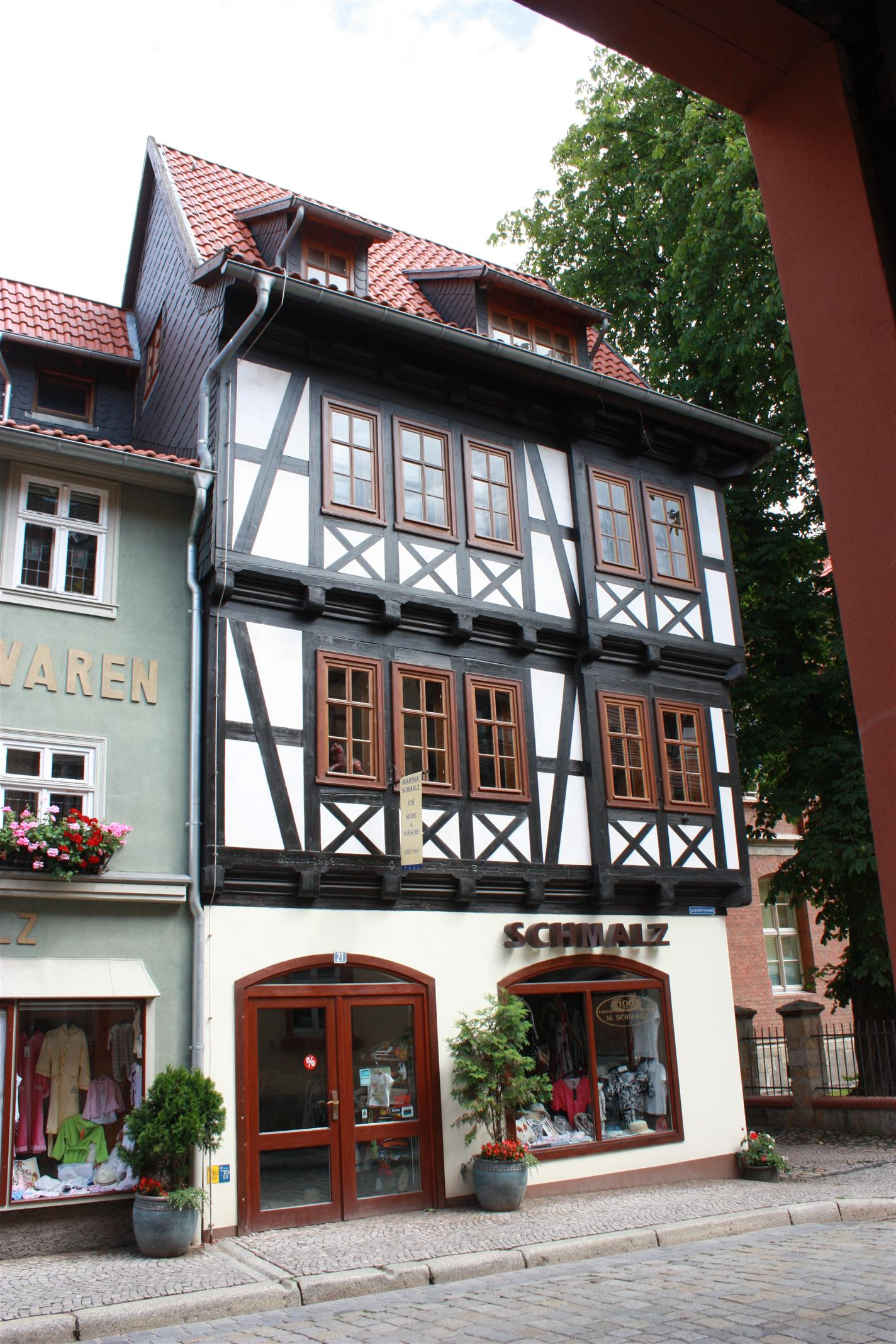
Ersatzneubau, Blick von Südwesten (2012)

Das Haus Altetopfstraße 21 war ein denkmalgeschütztes Gebäude in der Stadt Quedlinburg in Sachsen-Anhalt. An gleicher Stelle befindet sich heute ein in Fachwerkbauweise ausgeführter Ersatzneubau.

## Lage
Das Gebäude befand sich südlich der historischen Quedlinburger Altstadt. Östlich des Standortes verläuft ein Fußweg über eine Treppe zur nördlich gelegenen Wallstraße.

## Architektur und Geschichte
Das dreigeschossige Fachwerkhaus war im späten 17. Jahrhundert entstanden. Das Fachwerk war im für Quedlinburg typischen Stil gestaltet. So wies es Pyramidenbalkenköpfe auf. Die Gefache waren mit Ziegelsteinen ausgefacht. Im 19. Jahrhundert wurde das Haus verputzt. Der Abriss des Baus erfolgte im 20. Jahrhundert.
1992 wurde ein dreigeschossiger Ersatzneubau an gleicher Stelle errichtet. Er ist, ungewöhnlich für seine Bauzeit, als echte Fachwerkkonstruktion ausgeführt und nimmt die Baumaße des Vorgängergebäudes weitgehend auf. Die Gestaltung der Fassade erfolgte abweichend von der ursprünglichen Genehmigung und erhielt auf Wunsch des Bauherren diverse Gestaltungselemente unterschiedlicher Epochen des Fachwerkbaus. Die Gestaltung traf auf Kritik des Landesamtes für Denkmalpflege, das befürchtete, es könnte eine Vielzahl von Nachahmern geben und Quedlinburg zu einer künstlichen Fassade aus historischen Baustilen nachempfundenen Gebäuden werden. Die Bauausführung des Neubaus erfolgte jedoch in guter Qualität und handwerklicher Tradition. Am Gebäude befindet sich eine Inschrift, die den Neubau korrekt zeitlich einordnet. Der das Straßenbild positiv prägende Neubau wird heute als singuläres Dokument der Nachwendezeit aufgefasst, in der wieder ein Bau in Fachwerkbauweise möglich geworden war.
Im Erdgeschoss des Gebäudes befindet sich das Textilwarengeschäft Martha Schmalz (Stand 2014).
Der Ersatzneubau ist nicht im Quedlinburger Denkmalverzeichnis eingetragen.